# Marcipa aequatorialis
Marcipa aequatorialis là một loài bướm đêm trong họ Erebidae.